# Macrolepidoptera
Los macrolepidópteros (Macrolepidoptera) son un grupo de insectos del orden Lepidoptera, tradicionalmente con "grandes mariposas diurnas y nocturnas ". Este grupo no es natural. El término se usa en oposición al término Microlepidoptera ("mariposas nocturnas pequeñas") que también es un grupo artificial. Sin embargo, dentro de Macrolepidotera una porción más pequeña de superfamilias han sido recientemente reconocidas como grupo natural o monofilético. Dos superfamilias, Geometroidea y Noctuoidea, cuentan al menos con un cuarto de todos los lepidópteros conocidos.
El agrupamiento más aproximado incluye las siguientes superfamilias:
- Lasiocampoidea -- Mariposas nocturnas Lasiocampidae.
- Bombycoidea -- Mariposas nocturnas bombicoides.
- Mimallonoidea.
- Drepanoidea -- Drepánidos.
- Geometroidea -- Isocas medidoras.
- Axioidea -- Mariposas nocturnas europeas doradas
- Calliduloidea -- Mariposas nocturnas del Viejo Mundo (Callidulidae).
- Hedyloidea -- Mariposas nocturnas del Nuevo Mundo.
- Hesperioidea.
- Papilionoidea -- Mariposas.
- Noctuoidea -- Cortadoras.